# Karl Back
Karl Back (Pseudonym: Florian) (* 23. Februar 1799 in Eisenberg; † 6. Juni 1869 in Altenburg) war ein deutscher Jurist und Politiker.

## Leben
Als Sohn eines Advokaten geboren, studierte Back von 1818 bis 1821 Rechtswissenschaften in Jena, wo er 1818 Mitglied der Urburschenschaft wurde. Er wurde zum Dr. iur. promoviert. Ab 1821 war er Advokat, ab 1827 Stadtsyndikus, ab 1830 Stadtschreiber in Eisenberg. 1831 bis 1837 war er Redakteur des Teutschen Patrioten.  1837 wurde er Landtagsabgeordneter im Landtag von Sachsen-Altenburg für die Stadt Eisenberg. 1837 kam er als Regierungsrat in die Landesregierung. 1838 war er Mitbegründer der Geschichts- und Altertumsforschenden Gesellschaft des Osterlandes zu Altenburg. 1851 wurde er Vorsitzender der Generalkommission. 1852 wurde er Geheimer Regierungsrat.
1823 wurde er in die Freimaurerloge Archimedes zu den drei Reißbrettern in Altenburg aufgenommen, in der er von 1838 bis 1844 das Amt eines Meisters vom Stuhl, dann bis 1856 das eines Vorstehers und im Folgenden das eines deputierten Meisters vom Stuhl bekleidete. Er war dort sowie in 17 anderen Logen Ehrenmitglied.

## Veröffentlichungen (Auswahl)
- Epheuranken. Eine Sammlung von Dichtungen, Parabeln und Erzählungen. Eisenberg 1824.
- Einige Worte über die Nothwendigkeit allgemeinerer Gesetzkenntniß im Volke. Eisenberg 1830.
- Hertha’s und Iduna’s Weihe, eine poetische Epistel. Eisenberg 1830
- Das alte Eisenberg. Beiträge zur Zeit-, Orts- und Sittengeschichte. Eisenberg 1839
- Der gefangene Molay. Altenburg um 1850.
- Steinmetz-Zeichen. Altenburg 1861.
- Der Odem der Natur. Altenburg 1867.